# Zeca (fotbollsspelare)
José Carlos Gonçalves Rodrigues, född 31 augusti 1988 i Lissabon, mer känd som Zeca, är en portugisisk-grekisk fotbollsspelare som spelar för danska FC Köpenhamn. Han representerar även Greklands landslag.